# Buhl Aircraft Company

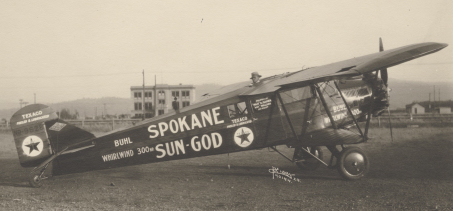
CA-6 Airsedan Spokane Sun God

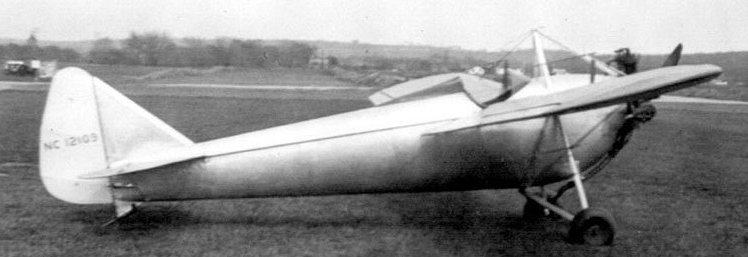
Monoplano de assento único LA-1 Bull Pup

A Buhl Aircraft Company foi uma indústria aeronáutica fundada em Detroit no ano de 1925, permanecendo em operação até 1933. A Buhl projetou e fabricou o Buhl-Verville CA-3 Airster, primeira aeronave a receber um certificado de tipo em março de 1927. Vários modelos utilitários e desportivos foram desenvolvidos de 1925 a 1931, tanto com asa fixa como de asa rotativa. Seus maiores sucessos foram os modelos Airsedan e Bull Pup, com aproximadamente 185 aeronaves construídas entre 1925 e 1932.

## História
A Buhl foi fundada em 1925 pela família Buhl em Detroit. Lawrence D. Buhl contratou Etienne Dormoy e Alfred Verville, que haviam trabalhado anteriormente como engenheiros na Divisão de Engenharia do Serviço Aéreo do Exército dos Estados Unidos no McCook Field em Dayton ,Ohio.
A primeira aeronave a receber um certificado de tipo nos Estados Unidos foi o biplano Buhl CA-3 Airster, em março de 1927. Este avião comercial possuía três assentos em uma cabine aberta era, pilotos em treinamento ou carregava pequenas quantidades de carga. Outras funções como avião agrícola e fotografia aérea seriam posteriormente utilizadas. Alfred Verville foi o engenheiro chefe desde a fundação da empresa em 1925 até 1927, período no qual o CA-3 foi desenvolvido e certificado. 20 aeronaves destas foram construídas no total.
Etienne Dormoy o substituiu, sendo responsável pelo desenvolvimento da família de sesquiplano Airsedan, além dos monoplanos CA-1 Airster e Bull Pup. Cerca de 85 Airsedan em dois desenhos básicos (O CA-5 e os muito mais refinados CA-3, 6 e 8) foram construídos, atingindo uma variedade de recordes de velocidade e alcance, ficando no topo do Tour Aéreo de Confiabilidade Nacional da Ford, a Corrida Aérea Nacional. O Airsedan "Spokane Sun-God" foi a primeira aeronave a fazer um voo transcontinental no dia 15 de agosto de 1929. Entretanto, as vendas sentiram a força da Grande Depressão, apesar de mais de 100 Bull Pup terem sido fabricados entre 1930 e 1932.
Dormoy também projetou o autogiro Buhl A-1 em 1930, otimizado para aerofotografia, como um motor por impulsão localizado atrás do piloto, com espaço para o operador da câmera na frente. Apenas uma aeronave foi construída.

## Aeronaves
Todos os modelos estão aposentados. Com exceção do autogiro, o número da designação refere-se ao número de assentos originalmente planejado. 
| Modelo                     | Data | Número | Missão         | Classe      | Notas |
| -------------------------- | ---- | ------ | -------------- | ----------- | ----- |
| CA-3 Airster               | 1926 | 20     | utilitário     | biplano     |       |
| CA-5 Airsedan              | 1927 | 14     | transporte     | sesquiplano |       |
| CA-3 Junior/Sport Airsedan | 1928 | 20     | transporte     | sesquiplano |       |
| CA-6 Airsedan              | 1929 | 23     | transporte     | sesquiplano |       |
| CA-8 Senior Airsedan       | 1929 | 5      | transporte     | sesquiplano |       |
| CA-1/CW-1 Airster          | 1930 | 2      | desportivo     | monoplano   |       |
| LA-1 Bull Pup              | 1930 | ~100   | desportivo     | monoplano   |       |
| A-1 Autogyro               | 1931 | 1      | aerofotografia | autogiro    |       |